# Brian Hallisay
Brian Hallisay (Washington, 31 ottobre 1978) è un attore statunitense, noto soprattutto per aver interpretato il ruolo di Will Davis nel telefilm Privileged.

## Biografia
Ha frequentato una scuola cattolica, il Gonzaga College High School di Washington, diplomandosi nel 1996. Successivamente si è laureato alla Cornell University in Economia e Storia. Dopo il college, prima di trasferirsi a Los Angeles, ha lavorato a Wall Street. 
Nel 2013 ha sposato l'attrice Jennifer Love Hewitt, da cui ha avuto tre figli: Autumn James Hallisay, nata il 26 novembre 2013, Atticus James Hallisay, nato il 24 giugno 2015 e Aidan James Hallisay, nato il 9 settembre 2021.

## Carriera
Brian Hallisay è attivo in televisione dal 2005.
Ha partecipato a molte serie TV come The Inside, con Rachel Nichols e Adam Baldwin, Senza traccia e Cold Case, Bones, Medium (serie televisiva) e CSI: NY.
Dall'aprile 2012 interpreta il ruolo di Kyle Parks nel telefilm The Client List - Clienti speciali in onda sul canale via cavo Lifetime.
Nel 2014 entra a far parte del cast di Revenge nel ruolo di Ben, un amico poliziotto di Jack, che presto diventerà il nuovo interesse amoroso di Emily (Emily Vancamp).

## Filmografia parziale

### Cinema
- Hostel: Part III, regia di Scott Spiegel (2011)
- American Sniper, regia di Clint Eastwood (2014)
- Oscure presenze (Jessabelle), regia di Kevin Greutert (2014)

### Televisione
- Squadra Med - Il coraggio delle donne (Strong Medicine) - serie TV, episodio 6x14 (2005)
- The Inside - serie TV, episodio 1x09 (2005)
- Cold Case - Delitti irrisolti (Cold Case) - serie TV, episodio 4x10 (2006)
- Senza traccia (Without a Trace) - serie TV, episodio 5x08 (2006)
- A.K.A., regia di Kevin Rodney Sullivan (2006) - film TV
- Bionic Woman - serie TV, episodio 1x04 (2007)
- Bones - serie TV, episodio 2x20 (2007)
- CSI: NY - serie TV, episodio 3x16 (2007)
- Medium - serie TV, episodio 4x11 (2008)
- Eastwick - serie TV, episodio 1x04 (2009)
- Privileged - serie TV, 18 episodi (2008-2009)
- Hollywood Is Like High School with Money - serie TV, 5 episodi (2010)
- Awakening, regia di David Von Ancken (2011) - film TV
- Rizzoli & Isles - serie TV, episodio 2x08 (2011)
- Love Bites - serie TV, episodio 1x00 (2011)
- Ringer - serie TV, episodi 1x12-1x22 (2012)
- The Client List - Clienti speciali (The Client List) - serie TV, 22 episodi (2012-2013)
- Body of Proof - serie TV, episodio 3x03 (2013)
- Mistresses - serie TV, 4 episodi (2014)
- Revenge - serie TV, 23 episodi (2014-2015)
- 9-1-1 - serie TV, 4 episodi (2019-2023)

## Doppiatori italiani
Nelle versioni in italiano delle opere in cui ha recitato, Bryce Johnson è stato doppiato da:
- Marco Vivio in Bones, Code Black, Revenge
- Davide Lepore in Cold Case - Delitti irrisolti
- Giuliano Bonetto in CSI: NY
- Francesco Pezzulli in Privileged
- Enrico Chirico in Rizzoli & Isles
- David Chevalier in The Client List - Clienti speciali
- Alessandro Quarta in Body of Proof
- Raffaele Carpentieri in Major Crimes
- Gabriele Patriarca in Suits
- Federico Viola in NCIS - Unità anticrimine
- Emanuele Ruzza in 9-1-1 (ep. 2x01)
- Alessandro Capra in 9-1-1 (ep. 2x10-11, 2x13, 5x12, 6x11)